# فوتبال در کره جنوبی
فوتبال در کره جنوبی توسط فدراسیون فوتبال کره جنوبی اداره می‌شود. این نهاد تیم ملی فوتبال کره جنوبی و همچنین لیگ فوتبال حرفه‌ای کره را اداره می‌کند. فوتبال پرطرفدارترین ورزش در این کشور است.